# Catoptria submontivaga
Catoptria submontivaga là một loài bướm đêm trong họ Crambidae.